# Kandinsky (singolo)
Kandinsky è un singolo del DJ producer italiano Don Joe, pubblicato il 22 ottobre 2021 come unico estratto dal secondo album in studio Milano soprano.

## Tracce
1. Kandinsky (feat. Ernia, Rose Villain) – 2:49